# Andreu Joan Martínez i Hernández
Andreu Joan Martínez (Barcelona, 1964) és un polític català, director dels Mossos d'Esquadra entre juny del 2018 i setembre del 2019.
Llicenciat en Dret per la UB, va fer d'advocat del tercer sector del 1992 al 2000. Fou formador de l'Escola d'Administració Pública de Catalunya des del 2004 i professor de Dret Administratiu a la UPF. Entre 2002 i 2003 va formar persones amb discapacitat intel·lectual contractats per la Generalitat. Del 2002 al 2011 ser cap del servei de gestió administrativa de l'Institut de Seguretat Pública de Catalunya. També va ser cap de la secció de gestió administrativa del Servei Territorial de Carreteres de Política Territorial entre 1992 i 1998 i del Servei Territorial de Trànsit a Tarragona entre 2000 i 2002.
El 2011 el conseller d'Interior Felip Puig el va nomenar Director general de Seguretat en substitució de Joan Delort, després de la renúnica de Xavier Crespo a asumir el càrrec. El 2013 va formar part de la candidatura de Marc Monells per presidir CDC de Sant Cugat del Vallès. Al costat de Brauli Duart va treballar a la Corporació Catalana de Mitjans Audiovisuals. Duart era president de la CCMA i Martínez director d'Estratègia. El conseller d'Interior Miquel Buch el va nomenar director de la policia el juny del 2018, càrrec en el qual va substituir Pere Soler i Campins, que havia estat cessat en aplicació de l'article 155.
Va dimitir el setembre de 2019, al·legant que ja havia fet la feina que tenia encarregada. Fou substituït per Pere Ferrer, cap del gabinet del conseller d'Interior, Miquel Buch